# Jorge Giordani
Pour les articles homonymes, voir Giordani.
Jorge Giordani est un homme politique, ingénieur et enseignant dominicain, né à San Francisco de Macorís le 30 juin 1940. Bien que de nationalité dominicaine, il a été trois fois ministre vénézuélien de la Planification, de 1999 à 2002, de 2003 à 2008 et de 2009 à 2014.